# Skačany
Skačany és un poble i municipi d'Eslovàquia que es troba a la regió de Trenčín.

## Història
La primera menció escrita de la vila es remunta al 1078.

## Demografia
| Godina             | 1994 | 2004   | 2014   | 2024   |
| ------------------ | ---- | ------ | ------ | ------ |
| Nombre de persones | 1252 | 1274   | 1372   | 1327   |
| Diferència         |      | +1,75% | +7,69% | −3,27% |

| Godina             | 2023 | 2024   |
| ------------------ | ---- | ------ |
| Nombre de persones | 1319 | 1327   |
| Diferència         |      | +0,60% |